# Lommaryds församling
Lommaryds församling är en församling i Smålandsbygdens kontrakt i Linköpings stift inom Svenska kyrkan i Aneby kommun i Jönköpings län. Församlingen ingår i Aneby pastorat.
Församlingskyrka är Lommaryds kyrka.

## Administrativ historik
Församlingen har medeltida ursprung
Församlingen var till 1962 moderförsamling i pastoratet Lommaryd och Bälaryd. Från 1962 till 1998 var den moderförsamling i pastoratet Lommaryd, Vireda och Haurida. Från 1998 till 2006 var församlingen annexförsamling i pastoratet Bredestad, Askeryd,  Marbäck, Bälaryd, Frinnaryd, Lommaryd, Vireda och Haurida. Från 1 januari 2006 är församlingen annexförsamling i Aneby pastorat.

## Kyrkoherdar
Lista över kyrkoherdar i Lommaryds församling.
| Verksam   | Namn                       | Levnadstid | Övrigt                                 |
| --------- | -------------------------- | ---------- | -------------------------------------- |
| 1215      | Johannes de Lomæryd        |            |                                        |
| 1297      | Andreas Thomæ              |            |                                        |
| 1358      | Joannes                    |            |                                        |
| 1428      | Benedictus Petri           |            | Curatus.                               |
| 1433–1442 | Ericus Simonis             | –1464      | Senare munk vid Vadstena kloster.      |
| 1491      | Andreas Erici              |            |                                        |
|           | Ehrengislo Dulle           |            | Senare kyrkoherde i Hults församling.  |
| 1547      | Canutus                    |            | Curatus.                               |
| 1574–1596 | Jacobus Andreæ             | –1574      |                                        |
| 1597–1607 | Andreas Petri              | –1607      |                                        |
| 1608–1623 | Nicolaus Andreæ            | –1623      |                                        |
| 1625–1629 | Laurentius Michaelis       |            | Avsatt 1629. Senare rektor i Vimmerby. |
| 1630–1642 | Petrus Jonæ Pictorius      | –1642      | Prost.                                 |
| 1643–1679 | Andreas Andori Kylander    | –1679      | Prost.                                 |
| 1680–1684 | Johannes Andreæ Kylander   | –1684      |                                        |
| 1686–1696 | Nicolaus Olavi Planck      | 1632–1696  |                                        |
| 1698–1720 | Zacharias Ståhl            | –1720      |                                        |
| 1721–1738 | Samuel Clementis Flodin    | 1684–1738  | Prost.                                 |
| 1740–1747 | Johannes Regnér            | 1684–1761  | Avsatt 1747.                           |
| 1749–1786 | Ericus Laurentii Kinnander | 1702–1786  | Prost och kontraktsprost.              |
| 1787–1790 | Johannes Edvardus Nordberg | 1721–1790  |                                        |
| 1791–1827 | Adolph Nymansson           | 1750–1827  | Prost och vice kontraktsprost.         |
| 1830–1843 | Johan Magnus Cedergren     | 1783–1843  |                                        |
| 1844–     | Carl Gustaf Embring        | 1790–      |                                        |
| 1983–1984 | Ingegerd Andersson         | 1948–      | [ 7 ]                                  |

## Klockare, kantor och organister
| Ämbetstid | Namn             | Levnadstid | Övrigt                |
| --------- | ---------------- | ---------- | --------------------- |
| 1653      | Samuel Jonae     | fl 1653    | Organist              |
| 1696–1721 | Jacob Jerselius  |            | Organist och klockare |
| 1722–1760 | Isak Hjertsäll   | 1702–1760  | Organist och klockare |
| 1760–1801 | Samuel Hjertsäll | 1738–1801  | Organist och klockare |
| 1801–1856 | Isac Hjertsäll   | 1776–1856  | Organist och klockare |
| 1856–1897 | Gustaf Hjertsäll | 1823–1902  | Organist och klockare |